# Endorama
Endorama es el noveno álbum de estudio por la banda de thrash metal alemán, Kreator. Lanzado en 1999 por Drakkar Records. Las influencias de metal gótico fueron las más destacadas de esta versión, y la banda Lacrimosa con su cantante Tilo Wolff prestó su voz, para canción con el mismo título.

## Listado de canciones
Todas las canciones fueron compuestas por Mille Petrozza y Tommy Vetterli, exceptuando los números 6, 8, 11, 12, 13, por Mille Petrozza.
| N.º | Título                                            | Duración |  |
| 1.  | «Golden Age»                                      | 4:51     |  |
| 2.  | «Endorama» (featuring Tilo Wolff de Lacrimosa)    | 3:20     |  |
| 3.  | «Shadowland»                                      | 4:27     |  |
| 4.  | «Chosen Few»                                      | 4:30     |  |
| 5.  | «Everlasting Flame»                               | 5:23     |  |
| 6.  | «Passage to Babylon»                              | 4:24     |  |
| 7.  | «Future King»                                     | 4:44     |  |
| 8.  | «Entry»                                           | 1:05     |  |
| 9.  | «Soul Eraser»                                     | 4:30     |  |
| 10. | «Willing Spirit»                                  | 4:36     |  |
| 11. | «Pandemonium»                                     | 4:10     |  |
| 12. | «Tyranny»                                         | 4:00     |  |
| 13. | «Children of a Lesser God» (Japanese bonus track) | 3:33     |  |

## Créditos
Kreator
- Mille Petrozza - guitarra, Canto, el productor, el arte de cubierta, concepto, diseño
- Jürgen Reil - Batería
- Christian Giesler - Bajo eléctrico
- Thomas Vetterli - Guitarra, Productor, Programación

Producción
- Tilo Wolff - Voz de acompañamiento
- Pedro Dell - Diseño, conceptual, el arte de cubierta
- Kalle - Preproducción, ingeniero de preproducción
- Brita Kühlmann - Ingeniero
- Markus Mayer - Obras de arte, el arte de cubierta
- Jörg Sahm - Preproducción, ingeniero de preproducción
- René Schardt - Dominar
- Chris Wolf - Arranger